# Aliens: A Comic Book Adventure
Pour les articles homonymes, voir Alien.
Aliens: A Comic Book Adventure est un jeu vidéo d'action-aventure développé par Cryo Interactive et édité par Mindscape en 1995. Le jeu se déroule dans l'univers de la franchise Alien. Son scénario est conçu comme une suite au comic Aliens: Labyrinth, scénarisé par Killian Plunkett et dessiné par Jim Woodring et publié par Dark Horse en 1993. Le jeu se compose de 2CDs .

## Trame
Le joueur incarne le lieutenant-colonel Hericksen, un ancien marine colonial, qui se retrouve à la tête d'une équipe de terraformation. Au cours de leur voyage dans l'espace, lui et son équipage sont tirés de leur hibernation lorsque leur vaisseau reçoit un message de détresse en provenance de l'avant-poste B54-C. Le lieutenant-colonel et son équipe doivent alors rejoindre l'avant-poste et découvrir l'origine du message.

## Principe du jeu
Le jeu mêle des séquences d'aventure en mode pointer et cliquer, comprenant des énigmes impliquant la manipulation d'objets, et des séquences de combat. Les objectifs successifs à atteindre dans le jeu constituent des missions en temps limité.

## Réception
Le jeu reçoit des critiques assez contrastées. Le site agrégateur de critiques MobyGames lui attribue une moyenne de 60 sur 100, fondée sur neuf critiques, parmi lesquelles trois sont très positives, deux mitigées et quatre défavorables.